# Monster (manga)
Monster (poznat kao i Naoki Urasawa's Monster) je seinen manga čiji je autor Naoki Urasawa. Manga strip je završen s ukupno 156 poglavlja, podijeljen u 18 manga volumena. Shogakukan je izdavao mangu u časopisu Big Comic Original od 1994. do 2001. godine. Nakon završetka mange koja je bila veliki uspjeh, najavljena je anime adaptacija serije koju je producirala izdavačka kuća Madhouse od 2004. do 2005. godine. Anime sadrži 74 epizode. Direktor anime serije je bio Masajumi Kojima, scenarist je bio Tatsuhiko Urahata a Kitaro Kosaka je bio odgovoran za dizajn likova.
Radnja prati japanskog kirurga imenom Kenzo Tenma koji je uspješan i živi udobnim životom, međutim stvari se izokrenu nakon što spasi život dječaka za kojeg se sazna da je opasni psihopat. Doktorova potraga za bivšim pacijentom kao i otkrivanje njegove misteriozne prošlost, glavni je osvrt na priču. 
Monster je prepoznatljiv po jedinstvenoj priči i dubokim temama. Ovaj serijal je još specifičan po tome što se radnja odvija u Srednjoj Europi, za razliku od mnogih serija gdje se radnja odvija u Japanu ili nekom nadnaravnom svijetu. Serija također obuhvaća povijest Europe, iako nije iskjučivo o tome, mnogo posljedica iz pokreta kao npr. nacizam ili društvenog uređenja poput komunizma su uočljivi u seriji.

## Radnja
Godina je 1986., Kenzo Tenma je kirurg iz Japana koji radi u Eisler Memorial bolnici u Düsseldorfu. On je mlad, vrlo talentiran i pred njim je obećavajuća karijera, k tome je još i miljenik direktora, Udo Heinemanna te je šefova kći, Eva, doktorova zaručnica. Život se čini lijepim s uglednim i sigurnim poslom bez poslovnih neprijatelja. Međutim, zamislite samo kako se to sve može okrenut naopako preko noći. Zvuči gotovo nemoguće ali se zaista dogodilo i taj trenutak je glavni
pokretač ove epske priče.
Jedne noći, Tenma se probudi s hitnim pozivom iz bolnice da stigne tamo zbog važne situacije. Naime, riječ je o tome da život gradonačelnika Düsseldorfa visi na koncu. S druge strane, u bolnicu su stigli blizanci iz Liebert familije, nakon što su roditelji nađeni mrtvi u kući. Kći je duboko potresena, a brat blizanac je nađen s metkom u glavi. Tenma je poslan na operiranje gradonačelnika dok su ostali na operiranje dječaka. Tenma se prisjeća patnje žene čiji je muž, obični Turski radnik preminuo jer ga Tenma nije operirao a još je ranije stigao od opernog pjevača F. Rosenbacha kojem je život spašen od strane Tenme. Doktor je razočaran političkom sklonošću bolnice koja utječe na postupanje s pacijentima te razaznaje da se najviše brine o imućnim pacijentima koji pridonose financijskom stanju bolnice. Tenma odbija šefov zahtjev da operira gradonačelnika te se opredijeli na operaciju dječaka koji je ranije stigao u bolnicu i time riskira svoju karijeru. Operacije je prošla uspješno, dječak je spašen dok je gradonačelnik preminuo. Kao rezultat, Tenma izgubi povjerenje direktora i mnogih kolega, buduću poziciju te ga napušta zaručnica. Nedugo zatim, direktor Heinemann, njegov glasnik, Oppenheim i treći, njegov nasljednik, Dr. Boyer su nađeni mrtvi. U međuvremenu, blizanci su nestali iz bolnice. Naravno, policiji je glavni osumnjičenik, Tenma.
Devet godina kasnije, Tenma je postavljen za šefa bolnice. Nakon što je spasio život kriminalca Adolfa Junkersa. Junkers miruje u krevetu i razvije prijateljski odnos s doktorom. Tenma je postao voljen među mnogim pacijentima i čini se da se lijepi život ponovno vratio. Junkers se počinje čudno ponašat i počne mumljat o "monstrumu". Tenma ne razumije problem. Jedne večeri nailazi na poklon za Junkersa i vrati se radosno u bolnicu. Tamo nađe mrtvog čuvara kraj vrata i zamijeti odbjeglog Junkersa. Doktor trči za njim i stigne do nedovršene zgrade u blizini. Tamo susreće nepoznatog odraslog čovjeka i Junkersa na nišanu. Prijetilac je Johan Liebert, dječak čiji je život spašen prije devet godina. Zabrinut za doktorovu nesigurnost, Junkers preklinje doktora da pobjegne no Tenma odbija i pokuša uvjerit Johana da ne ubije čovjeka. Johan ipak upuca Junkersa i kaže doktoru da ne može ubit nekoga tko mu je spasio život, i nakon toga otiđe. Doktor je suviše šokiran da bi zaustavio ubojicu.
Tenma je ponovno osumnjičen od strane policije, poglavito od visoko-rangiranog BKA inspektora Lunge. Zbog manjka dokaza, policija mu ništa ne može. Tenma počne istraživati o Johanu. Saznaje da sestra živi sretnim životom pod nazivom Nina Fortner u Heidelbergu s roditeljima. Tragovi njezine prošlosti su zamršeni jedino prolazi kroz rijetke noćne more. Tenma je uspijeva odvuć od Johana ali ne uspije spasit njezine roditelje koje brat ubije. Nina se odluči na revanš. Tenma eventualno saznaje da je Johan bio izložen nehumanim vojnim eksperimentima i programiranju u Berlinskom sirotištu "Kinderheim 511". Kroz priču se uključuje mnogo likova. Najistaknutiji okršaji s grupom desničara iz Frankfurta i Hitlerovih pobornika zatim tajne organizacije iz bivših socijalističkih i komunističkih društava.       